# Васюганская равнина
Васюганская наклонная пластовоаккумулятивная равнина (Васюга́нье) — равнина в Западной Сибири, часть Западно-Сибирской равнины, находится в пределах Томской, Новосибирской и Омской областей, в междуречье Оби и Иртыша.

## География
Равнина понижается к северу, абсолютные высоты варьируются от 100 до 166 м.
Территория сильно заболочена, здесь расположено одно из самых больших болот в мире — Васюганское, из которого берут начало множество рек, в частности: Ава, Бакчар, Большой Юган, Васюган, Демьянка, Икса, Кенга, Нюролька, Малый Тартас, Тартас, Малый Юган, Омь, Парабель, Парбиг, Тара, Туй, Уй, Чая, Чертала, Чижапка, Чузик, Шегарка, Шиш.
С 2018 работает заповедник «Васюганский».
Ископаемые: нефть, природный газ, торф, железная руда.
С точки зрения спортивного туризма маршруты по Васюганской равнине возможны в лыжном туризме.